# Blood of the Saints
Blood of the Saints ist das vierte Studioalbum der deutschen Power-Metal-Band Powerwolf. Es wurde am 29. Juli 2011 bei Metal Blade Records veröffentlicht.

## Entstehung
Ziel der Band war es ein Album zu schreiben, das Powerwolf gerecht wird. So wollten sie ihren Stil weiterverfolgen und weiter vorantreiben. Sie versuchten, mehr gerade heraus zu arbeiten und „eingängige hymnische Songs“ schreiben. Im Vorfeld zur Veröffentlichung wurde ein Video zu We Drink Your Blood gedreht. Die Dreharbeiten fanden in einer ehemaligen Klosterkirche statt. Das Video wurde am 10. Juli 2011 veröffentlicht.
Das Album wurde, wie alle Vorgängeralben, mit Fredrik Nordström im Studio Fredman in Hyssna südöstlich von Göteborg produziert. Die Aufnahmen fanden in den Kohlenkeller Studios in Seeheim statt. Der Gesang wurde im Noisegate Audio Studio in Knorscheid aufgenommen, der Bass im Studio Greywolf von Bassist Charles Greywolf (David Vogt). Wie bei den Vorgängeralben wurde die Orgel der Église Sainte-Barbe de Crusnes, Thionville, Frankreich verwendet. Der Chor wurde in der Deutschherrenkapelle in Saarbrücken aufgenommen. Wie bei den vorherigen Alben leitete Francesco Cottone, Musikprofessor an der Hochschule für Musik Saar und Gesangslehrer von Attila Dorn (Karsten Brill), den Chor. Unterstützt wurde er von Rouven Bitz.
Im Vorfeld kam es zu einem Besetzungswechsel; Roel van Helden löste kurz vor dem Studiotermin Tom Diener als Schlagzeuger bei der Band ab. Diener und die Band harmonierten zwar menschlich, fanden jedoch keine gemeinsame Linie beim Songwriting. Ursprünglich nur für die Studioarbeit gebucht, schloss sich van Helden der Band an und gehört auch noch heute zur Band.

## Titelliste
Das Album erschien am 29. Juli 2011 sowohl in der normalen CD-Version, als Download und in diversen Pressungen als LP. Eine limitierte Version im Digipak enthielt die Bonus-EP The Sacrilege Symphony (And Still the Orchestra Prays) mit orchestralen Versionen der drei Songs Raise Your Fist, Evangelist, Sanctified with Dynamite und Ira Sancti (When the Saints Are Going Wild) vom Album sowie Moscow After Dark vom Album Bible of the Beast und In Blood We trust von Lupus Dei. Die Versionen wurden von dem Moskauer Komponisten Dominic G. Jousten komponiert. Die Band lernte ihn über seine Arbeit für das Album Abyss Masterpiece von Heavenwood kennen und fragten bei ihm an. Der Austausch fand über digitale Kommunikationskanäle statt, da die Band parallel mit den Arbeiten am Album beschäftigt war und nicht nach Moskau reisen konnte. Am 17. Dezember 2021 wurde anlässlich des 10. Jubiläums eine Neuauflage des Albums veröffentlicht. Diese beinhaltet zusätzlich drei der orchestralen Versionen der Bonus-EP sowie das Bonus-Album Blood of the Saints – The Demos.

### Album
1. Opening: Agnus Dei – 0:48
2. Sanctified with Dynamite – 4:25
3. We Drink Your Blood – 3:42
4. Murder at Midnight – 4:47
5. All We Need Is Blood – 3:38
6. Dead Boys Don't Cry – 3:25
7. Son of a Wolf – 3:59
8. Night of the Werewolves – 4:30
9. Phantom of the Funeral – 3:09
10. Die, Die, Crucified – 3:00
11. Ira Sancti (When the Saints Are Going Wild) – 6:25

### The Sacrilege Symphony (And Still The Orchestra Prays)
1. Raise Your Fist, Evangelist – 4:30
2. In Blood We Trust* – 4:50
3. Sanctified With Dynamite* – 5:26
4. Ira Sancti (When The Saints Are Going Wild)* – 5:27
5. Moscow After Dark – 5:31

* Bedeutet, dass dieses Stück auch in der 10th Anniversary Edition enthalten ist

### Blood of the Saints – The Demos
1. Sanctified with Dynamite (Demo Version) – 4:23
2. We Drink Your Blood (Demo Version) – 3:43
3. Murder at Midnight (Demo Version) – 4:45
4. All We Need Is Blood (Demo Version) – 3:33
5. Dead Boys Don't Cry (Demo Version) – 3:25
6. Son of a Wolf (Demo Version) – 3:58
7. Night of the Werewolves (Demo Version) – 4:30
8. Phantom of the Funeral (Demo Version) – 3:07
9. Die, Die, Crucified (Demo Version) – 3:00
10. Ira Sancti (Demo Version) – 4:33

## Musikstil
Blood of the Saints ist im typischen Powerwolf-Stil gehalten, den sie versuchten für dieses Album noch einmal zu verfeinern. So sind viele geradlinige und eingängige Songs auf dem Album, während die Epik etwas zurück gefahren wurde. Textlich bestimmen die Themen Religion, Vampire und Werwölfe die Texte, die oftmals mit absurden oder witzigen Wortspielen garniert werden. So wurde aus Big Girls Don’t Cry Dead Boys Don’t Cry. Der Titel ist allerdings die einzige Reminiszenz an das Lied.
Der Albumtitel bezieht sich auf die Offenbarung 16,6 : „Sie haben das Blut von Heiligen und Propheten vergossen; deshalb hast du ihnen Blut zu trinken gegeben, so haben sie es verdient“. Die Band versteht diese Offenbarungsstelle als eine frühe Kritik an der Institution der Kirche. Der Albumtitel inspirierte Matthew Greywolf (Benjamin Buss) zum von ihm gezeichneten Albencover, das drei „Wolfsheilige“ zeigt.

## Rezeption

### Kritiken
Metal.de schrieb zum Album: „Hier schallt sehr melodiöser Power Metal aus den Boxen, der vor allem durch Eingängigkeit und einen mächtigen Singalong-Faktor besticht. Spätestens nach dem zweiten Durchlauf wird wohl jeder wenigstens die Refrains mitsingen können.“ Das liege „natürlich abermals an dem druckvollen und trotzdem klaren Organ von Attila Dorn, der nun auch endlich seinen Akzent abgelegt hat.“ Dieser singe noch aggressiver, so dass sich „die Texte geradezu in das Hirn des Hörers hämmern.“ Der Metal Hammer urteilte: „Sicherlich: Powerwolf lassen ihre musikalischen Einflüsse immer offen durchblicken, und wenn man gut hinhört, erkennt das geschulte Ohr sehr schnell Riffzitate von Größen wie Iron Maiden, Judas Priest oder Accept. Aber wie kann man den Wölfen einen Vorwurf machen, wenn daraus hervorragendes Songwriting entsteht?“
Auf Laut.de bewertete Michael Edele das Album mit drei von fünf Sternen:

„Hin und wieder kratzt manche Melodie schon schwer an der Tür zum Lala-Land, doch da auch diese immer mit einem Augenzwinkern durchgezogen wird, kann man den Jungs kaum böse sein. Allerdings hätte ich bei einem Song mit dem Titel ‚Ira Sancti (When The Saints Are Going Wild)‘ dann doch etwas mehr Saft im Ärmel erwartet.“

### Chartplatzierungen
Erstmals erreichte die Band die Top 25 der deutschen Charts mit Platz 23. Auch in der Schweiz erreichte die Band die Charts mit Platz 75.
| ChartsChartplatzierungen | Höchstplatzierung | Wochen |
| ------------------------ | ----------------- | ------ |
| Deutschland (GfK)        | 18 (4 Wo.)        | 4      |
| Schweiz (IFPI)           | 75 (1 Wo.)        | 1      |